# Franz Syberg
Pour les articles homonymes, voir Syberg.
Franz Adolf Syberg (né le 5 juillet 1904 à Kerteminde – mort le 11 décembre 1955) est un compositeur danois.

## Biographie
Ses parents étaient les peintres Anna et Fritz Syberg. Il s’installe à Leipzig en 1922, où il étudie la composition et la théorie musicale à l’École supérieure de musique avec Sigfrid Karg-Elert et Werner Hübschmann. En 1928, il part pour Copenhague, où il étudie l’orgue avec Peter Thomsen.
En 1932, il est nommé organiste à Kerteminde, où il restera jusqu’à la fin de sa vie.

## Œuvres
Orgue
- Chaconne (1933)
- Prélude, intermezzo et fugato (1934)

Musique de chambre
- Quatuor à cordes (1930)
- Quintet pour flûte, clarinette et trio à cordes (1931)
- Concertino pour hautbois et trio à cordes (1932)
- Trio à cordes (1933)
- Quatuor pour hautbois et trio à cordes (1933)
- Quintet pour instruments à vent (1940)
- Octet pour instruments à vent (1941)

Œuvres symphoniques
- Musique pour hautbois et orchestre à cordes (1933)
- Sinfonietta (1934–1935)
- Adagio pour orchestre à cordes (1938)
- Symphonie (1939)